# Serra Potiguar

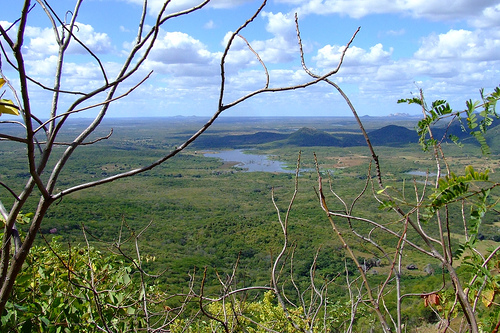
Serras de Martins.

A Serra Potiguar se refere ao conjunto de serras que abrange o estado do Rio Grande do Norte. O ecoturismo no estado é pouco explorado e de começo recente, porém, medidas de interiorização do turismo estão sendo feitas tais como a criação de cinco polos de turismo, entre eles o Polo Serrano. A serra de Martins é a mais conhecida, devido ao seu clima ameno, em contraste com as regiões semiáridas vizinhas, e por sediar o mais importante festival gastronômico do estado, o Festival Gastronômico de Martins, realizado anualmente no mês de julho.
Os destaques são a Gruta da Trincheira, a Casa de Pedra, Pedra Rajada, Pedra do Sapo, Reserva Ecológica do Sr. Clezinho, o Nicho de Nossa Senhora do Livramento, o Museu Histórico, o Museu Demétrio Lemos, os Mirantes do Canto e da Carranca e a Trilha do Pôr-do-Sol.
Outra serra famosa é a Serra de Santana. Outras serras - que inclusive dão nomes aos municípios - são Serra de São Miguel, Serra Caiada, Serrinha dos Pintos, Serra Negra do Norte, Serra do Mel, Serra de São Bento, Serra do Tapuia, além de outras cidades tais como Passa e Fica, Monte das Gameleiras (esse polo se estenderia para o vizinho estado da Paraíba), São Rafael, etc.